# قصة جاسوس
قصة جاسوس (بالإنجليزية: Spy Story)‏ هي رواية جاسوسية للروائي الإنجليزي لين ديتون نشرها عام 1974.
وهي إحدى روايات الجاسوسية للمؤلف وبطلها عميل سري مجهول يعمل لصالح المخابرات البريطانية. ومن تلك الروايات «ملف إيبكريس» و«جنازة في برلين» و«حصان تحت الماء» و«دماغ المليار دولار».
وتم إخراج فيلم سينمائي مقتبس من الرواية عام 1976 من إخراج ليندساي شونتيف.

## روابط خارجية
- قصة جاسوس على موقع الموسوعة البريطانية (الإنجليزية)